# Notes on a Conditional Form
Notes On A Conditional Form (en español: Notas en forma condicional) es el cuarto álbum de estudio de la banda británica The 1975, fue lanzado el 22 de mayo de 2020, a través de Dirty Hit y Polydor Records. El álbum sigue a su anterior álbum A Brief Inquiry Into Online Relationships (2018) y es el segundo de los dos álbumes de su tercer ciclo de lanzamiento, «Music for Cars».

## Historia
En 2017, The 1975 anunció que su tercer álbum de estudio se titularía Music for Cars. El cantante principal Matty Healy declaró en Twitter que la banda lanzaría el álbum en 2018, seguido por el lanzamiento de un álbum bajo el nombre de Drive Like I Do «el apodo anterior de la banda» en la primavera de los próximos años.
El 31 de mayo de 2018, la banda lanzó el sencillo «Give Yourself a Try» de su tercer álbum de estudio, ahora titulado A Brief Inquiry into Online Relationships. Con el lanzamiento llegó el anuncio de que Music for Cars ya no era un álbum, sino más bien una «era» que contendría dos álbumes, eliminando Drive Like I Do para así lanzar un cuarto álbum de estudio en mayo de 2019.
El 21 de febrero de 2019, la banda anunció que el primer sencillo del álbum se lanzaría el 31 de mayo, con el álbum siguiente «antes de Reading Festival», que se llevó a cabo el 23 de agosto de 2019.
Durante un Reddit AMA el 5 de marzo de 2019, un fan preguntó si el álbum sería un disco emo, a lo que Healy respondió «Algo así». Más tarde reiteró el comentario en un artículo con NME el 15 de abril de 2019; «Soy un hombre emo activo, supongo que me llamaría a mí mismo, creo que las bandas cuando llegan a un escenario en el que tal vez estamos quieren graduarse para ser como una banda de rock masiva, mientras que queremos graduarnos como ser una pequeña banda emo, si sabes a lo que me refiero» dijo.
El 14 de abril de 2019, Healy también compartió una imagen promocional del álbum en Twitter.
El 23 de julio del mismo año, como con los otros discos, todas las páginas de redes sociales asociadas con la banda se desactivaron. Al día siguiente, todas las cuentas de la banda se reactivaron y se lanzó la primera canción del álbum, «The 1975», con un monólogo de la activista del cambio climático Greta Thunberg. Luego comenzó una cuenta regresiva para el lanzamiento del sencillo principal, «People», cuyo lanzamiento se dio el 22 de agosto de 2019. Posteriormente, se anunció que el lanzamiento del álbum sería el 21 de febrero de 2020 a través de un pedido anticipado de iTunes. Tendrá 22 canciones, lo que lo convierte en su álbum más largo hasta la fecha.
El 13 de enero de 2020 mediante un Live en Instagram, Healy confirmó que la fecha de lanzamiento del álbum ya no sería el 21 de febrero, explicando que aun están trabajando en los detalles finales del álbum y confirmando que el álbum el 24 de abril. También se cambió la portada original del álbum por una nueva portada la cual contenía un emoticón de una vota vaquera y un emoticón del planeta tierra en un fondo blanco. Días después la portada del álbum volvió a cambiarse por la original.
El 15 de febrero de 2020 en el primer concierto de la segunda etapa de la era Music for Cars, la banda toco por primera vez en vivo dos nuevos sencillos que todavía no han sido lanzados oficialmente, siendo estos «If You're Too Shy (Let Me Know)» y «Guys».
El 26 de febrero de 2020 durante un concierto en Liverpool, Reino Unido Healy aparentemente le dijo al público que todavía seguía escribiendo música para el álbum, afirmando que su fecha de lanzamiento volvería a retrasarse unas semanas. Días después mediante Reddit, Healy confirmó que eso no era cierto y que el álbum ya estaba terminado.
El 30 de marzo de 2020, la banda a través de sus redes sociales confirmó que el álbum saldría definitivamente el 22 de mayo, también publicaron la nueva portada del álbum (la cual ahora es totalmente gris con las siglas en negro de su nombre) junto con la lista de canciones.

## Música
En una entrevista con Annie Mac en BBC Radio 1, Healy explicó que el álbum estaría inspirado en la cultura nocturna británica, y agregó que contiene referencias a «la belleza de la M25 y todas esas luces e ir a McDonald's y escuchar los registros de garaje en una neblina en un Peugeot 206». También le dijo a la revista Q que el álbum tiene un estilo similar al grupo musical de hip hop alternativo en inglés The Streets y al músico electrónico británico Burial. En una entrevista aparte, agregó que el disco tiene «una de sus mejores letras».
En Beats 1, Healy confirmó que el primer sencillo se lanzará a la medianoche del 31 de mayo de 2019, y dijo que la banda está tratando de decidir entre tres canciones para liderar el próximo álbum. Sin embargo, no lanzaron música nueva el 31 de mayo ni el fin de semana. Más tarde esa semana, Healy declaró: «Comenzaré a sacar música en agosto, pero realmente no sé cuándo saldrá todo el álbum».
El 24 de julio de 2019, la banda lanzó la primera canción del álbum, «The 1975». Esta introducción, a diferencia de años anteriores, presentó un ensayo de la activista del cambio climático Greta Thunberg.
El 22 de agosto de 2019, la banda lanzó el primer sencillo del álbum, «People». En una crítica positiva de la revista Spin (revista), Will Gottsegen llama a «People» una «pista elegante y ruidosa con riffs agudos y contundentes» y letras que discuten la angustia generacional, específicamente con las letras. Específicamente, las letras discuten las preocupaciones del cambio climático, el capitalismo, la extinción humana y la ansiedad y se describen en las letras: «Bueno, mi generación quiere / Joder a Barack Obama / Vivir en un sauna / con marihuana legal. Bueno, chicas, comida, equipo / No me gusta salir / Así que tráeme todo aquí» 
El 24 de octubre de 2019, la banda lanzó el segundo sencillo del álbum, «Frail State of Mind». En una crítica positiva de la revista Rolling Stone, Brittany Spanos comenta que la voz de Matty Healy se siente baja en la mezcla de la canción de batería. El ritmo inquieto suena una historia de ansiedad social. «¿Salir? / Parece improbable / Lamento haberme perdido tu llamada / La vi sonar», canta Healy antes de disculparse por su «frágil estado mental». La canción detalla más formas en que ha evitado asistir a eventos por preocupación. que sería una carga para la gente de allí. «Se trata de ansiedad», comento Healy en una entrevista. «Estamos teniendo un ataque de ansiedad global».
El 16 de enero de 2020, la banda lanzó el tercer sencillo del álbum, «Me & You Yogether Song». Antes de lanzarla se toco por primera vez en vivo en una presentación en vivo para la radio británica BBC Radio 1, luego se dio una entrevista de la banda con la presentadora Annie Mac en la que Healy explica más a profundidad de donde viene la canción. «esta canción tiene muchas cosas (...) ha sido una experiencia retrospectiva, se siente como la música con la que crecimos, ya sabes, música emo y esas cosas, este disco habla de la experiencia de cuatro personas diferentes que han cambiado mucho en los últimos años». «Es la canción más nostálgica, es muy británica (...) creo que estamos sacando todo de nuestro sistema con este disco» comento también George.
El 19 de febrero de 2020, la banda lanzó el cuarto sencillo del álbum, «The Birthday Party». La canción detalla el estado de Healy antes y después de haber pasado por rehabilitación a causa de una adicción a la heroína. Para el video animado, la banda hizo equipo con el director Ben Ditto y el animador, Jon Emmony, para crear el mundo de “Mindshower” un lugar donde la gente va a tomarse un respiro de la tecnología.
El 3 de abril de 2020, la banda lanzó el quinto sencillo del álbum, «Jesus Christ 2005 God Bless America». La canción es una colaboración con la cantante estadounidense Phoebe Bridgers. La revista El Quinto Beatle comenta que en su letra «Healy confiesa su amor por dios y desea que no fuera ateo (ese amor parece ir más allá de términos religiosos), mientras que Bridgers nos cuenta una pequeña historia sobre enamorarse de su vecina, aunque no consigue que ella sienta lo mismo». En cuanto a lo musical la revista comenta que la canción «Muestra una producción bastante minimalista, ensamblando perfectamente el sonido de la guitarra acústica con los vientos y dejando casi todo el espacio a las voces de Healy y Bridgers».

## Lista de canciones
Adaptadas de Apple Music. El álbum contará con 22 canciones en total.

| N.º | Título                                      | Duración |  |
| 1.  | «The 1975» (hablada por Greta Thunberg)     | 4:55     |  |
| 2.  | «People»                                    | 2:40     |  |
| 3.  | «The End (Music For Cars)»                  | 2:30     |  |
| 4.  | «Frail State of Mind»                       | 3:53     |  |
| 5.  | «Streaming»                                 | 1:32     |  |
| 6.  | «The Birthday Party»                        | 4:45     |  |
| 7.  | «Yeah I Know»                               | 4.13     |  |
| 8.  | «The Because She Goes»                      | 2:07     |  |
| 9.  | «Jesus Christ 2005 God Bless America»       | 4:24     |  |
| 10. | «Roadkill»                                  | 2:55     |  |
| 11. | «Me & You Together Song»                    | 3:27     |  |
| 12. | «I Think There's Something You Should Know» | 4:00     |  |
| 13. | «Nothing Revealed / Everything Denied»      | 3:38     |  |
| 14. | «Tonight (I Wish I Was Your Boy)»           | 4:07     |  |
| 15. | «Shiny Collarbone»                          | 2:50     |  |
| 16. | «If You're Too Shy (Let Me Know)»           | 5:19     |  |
| 17. | «Playing On My Mind»                        | 3:24     |  |
| 18. | «Having No Head»                            | 6:04     |  |
| 19. | «What Should I Say»                         | 4:06     |  |
| 20. | «Bagsy Not in Net»                          | 2:26     |  |
| 21. | «Don't Worry»                               | 2:48     |  |
| 22. | «Guys»                                      | 4:29     |  |